# Annette C. Eckert
Annette Cornelia Eckert (* Februar 1946) ist eine deutsche Frauenrechtlerin, Autorin, Journalistin und Publizistin, Künstlerin und linke politische Aktivistin.

## Leben
Annette C. Eckert studierte Malerei bei Heinz Trökes und Hermann Bachmann an der Hochschule der Künste Berlin und Ethnologie und Religionswissenschaft an der FU Berlin. Zwischen ihren Studien arbeitete sie im Klinikum Steglitz, da sie in der Zwischenzeit eine Ausbildung zur EEG-Assistentin Neurologie an der FU Berlin absolviert hatte.
Annette C. Eckert ist Mitbegründerin der Tageszeitung taz und der Frauenzeitschrift Courage im Jahr 1976. Sie leitete zwei Jahre das Kulturressort der taz sowie 1997 das Ethnofilmfestival an den Staatlichen Museen zu Berlin. Sie war als Kuratorin und Kulturmanagerin tätig sowie Stiftungsrätin der Stiftung Umverteilen.
Sie ist Inhaberin einer Augenschule und hält als Alexander-Technik-Lehrerin (ATVD) Seminare in Berlin, Salem und den USA.

## Aktivitäten
Annette C. Eckert verstand sich als aktiver Teil der feministischen Kultur West-Berlins mit einem frühen Blick schon während des Kalten Kriegs über die Systemgrenze nach Osten. Das erklärt sie nicht nur mit einem allgemeinen politischen oder kulturellen Interesse, sondern auch mit dem Umstand ihrer Zeugung „in der Nacht vom 8. auf den 9. Mai 1945 in Berlin“ im Zuge einer Liebschaft ihrer Mutter mit einem jungen Rotarmisten. Im Rückblick begründet sie ihre frühe Offenheit etwa für sowjetische Autoren und Filmemacher mit einer „Resistenz gegen Antikommunismus“ schon zur Schulzeit.
In ihrer Zeit als Leiterin der Kultur-Redaktion der taz entstanden Projekte zur Analyse, Dokumentation und Bewertung von Frauendarstellungen in Literatur, Fotografie und Film. So auch in außerhalb von mittendrin, einem feministischen Cross-Over-Kunst-Projekt zum Ende der DDR, das ausschließlich weibliche Kunstschaffende der DDR im Westen präsentierte.
Annette C. Eckert begann nach ersten Anfängen bei der linken alternativen Zeitschrift Agit 883 mit fachlichem Journalismus nach eigener Aussage bei Bambule, dem Informations-Dienst zur Verbreitung unterbliebener Nachrichten (ID), der Courage und der taz.
Sie engagierte sich für das Internationale Frauen-Film-Festival in Minsk (Belarus) und für das erste Lesbisch-Schwule Festival in St. Petersburg/Leningrad (Russland). In ihrer Zeit als Mitglied der Auswahlkommission des Festivals für Dokumentar- und Animationsfilme Leipzig zur Zeitenwende erhielt das Festival das Internationale Emblem der UNESCO und konnte sich als A-Festival etablieren.
Ferner hat sie bei zahlreichen ausgezeichneten Filmproduktionen beratend und unterstützend mitgewirkt, so u. a. bei Strahlende Zukunft (1978), Ich sage immer, wenn meine Haare gemacht sind und ich ein schönes Paar Schuhe trage, bin ich vollkommen angezogen! (1984), BeFreier und Befreite (1991/1992), Tot in Lübeck (1996) und Wer bist Du, dass Du sprichst (2006).
Von der taz hat sie sich inzwischen abgewandt. Sie sehe die frühen Befürchtungen von Karl Heinz Roth bestätigt und teile, wie sie sagt, die Einschätzung von Hermann L. Gremliza, es handele sich um eine „Kinder-FAZ“. Stattdessen schreibt sie für die Junge Welt.

## Werke
Monografien
- Fundorte. 200 Jahre Frauenleben und Berlin Frauenbewegung. Katalog zur Ausstellung ‚Kein Ort Nirgends‘?. Herausgegeben von der Berliner Frauen Kultur-Initiative. Orlanda Frauenverlag, Berlin 1987, ISBN 978-3-922-16635-1.
- mit Doris Berninger, Merve Löwien, Beatrice Stammer: Außerhalb von Mitten Drin. Neue Gesellschaft für bildende Kunst, Berlin 1991, ISBN 978-3926796189.
- mit Thomas Til Radevagen: Sport und Film: Bewegte Körper, Bewegte Bilder. Internationale Sportfilmtage 1993. Herausgegeben von der Berlin Cine Marketing GmbH. Aufbau Verlag, Berlin 1993, ISBN 978-3-351-02414-7.
- Milagros Palma: Mythen und Weiblichkeit. Der Karneval von Masaya Nikaragua: Das Fest der elftausend Jungfrauen. Die Symbolik der Mestizenkultur in Nikaragua. Übersetzung von Annette Eckert und Ute Ropeter. Karin Kramer Verlag, Berlin 1994, ISBN 978-3-879-56121-6.

Artikel
- die möglichste dichte der größten fremdheit. In: Courage. Sonderheft Nr. 3. 1981, S. 12–27 (PDF; 3,1 MB).
- I am from the river, you know. Besuch bei Kate Millett. In: taz, 26.  Januar  2002, Online.